# Federico IV di Zollern
Federico IV di Hohenzollern (... – 1255 circa) fu quarto conte di Zollern e secondo burgravio di Norimberga.

## Biografia
Figlio di Federico III e di Sofia, Contessa di Raabs, di Norimberga.
Ricevuti dal padre i titoli di conte di Zollern e di burgravio di Norimberga, dopo alcuni anni di governo associato con il fratello Corrado III, nel 1205 decise di favorire quest'ultimo concedendogli il pieno diritto sul titolo e trattenendo per la propria linea quello di conte di Zollern.
| Controllo di autorità | VIAF (EN) 80565223 · CERL cnp01150811 · GND (DE) 136176070 |